# Estación de Sant Martí de Provençals
Sant Martí de Provençals es una estación de la línea T5 del Trambesòs de Barcelona situada entre las paradas de Espronceda y Besòs. Está semisoterrada en el lateral de la Gran Vía de las Cortes Catalanas, entre su intersección con las calles Agricultura y Cantabria, en el distrito de San Martín.

## Historia
Esta estación se inauguró el 14 de octubre de 2006, con la apertura de la línea T5 del Trambesòs, que inicialmente recorría el trayecto Glòries-Besòs. Desde el 20 de febrero de 2012 también pasa la T6.

## Líneas y conexiones
| << cabecera                 | < estación | línea                 | estación > | cabecera >> |
| --------------------------- | ---------- | --------------------- | ---------- | ----------- |
| Ciutadella \| Vila Olímpica | Espronceda |                       | Besòs      | Gorg        |
| Ciutadella \| Vila Olímpica | Espronceda | Estació de Sant Adrià | Besòs      |             |